# Pierre Moscovici
Pierre Moscovici (París, 16 de setembre de 1957) és un polític francès, membre del Partit Socialista. Va ser diputat europeu de 1994 a 1997 i de nou entre 2004 i 2007. Fou després ministre del govern de Lionel Jospin encarregat dels Afers europeus entre 1997 i 2002. Des de les Eleccions legislatives franceses que es feren el 17 de juny de 2007 és diputat del Doubs. Va ser el director de campanya de François Hollande durant les Eleccions presidencials franceses de 2012. Fou Ministre d'Economia i Hisenda entre 2012 i 2014.